# Municipio Jatun Ayllu Yura
Das Municipio Jatun Ayllu Yura ist ein Verwaltungsbezirk im Departamento Potosí im südamerikanischen Anden-Staat Bolivien.

## Lage im Nahraum
Das indigene Volk der Jatun Ayllu Yura ist in dem Gebiet des ehemaligen Kanton Yura angesiedelt. Das neugegründete Municipio Jatun Ayllu Yura setzt sich aus vier Ayllus zusammen, die dreiundvierzig ursprüngliche Gemeinden umfassen und ursprünglich zum Municipio Tomave in der Provinz Antonio Quijarro gehörten.

## Geographie
Das Municipio Jatun Ayllu Yura liegt auf dem Altiplano im südwestlichen Bolivien am nordöstlichen Rand der Cordillera de Chichas.
Das Jatun Ayllu Yura ist durch das Andental des Río Tumusla gekennzeichnet und durch die die asphaltierte Hauptstraße Ruta 5, die die Städte Potosí und Uyuni verbindet und in der Nähe der Gemeinden Visigsa und Pelca verläuft. Die Gemeinden Pecataya, Punutuma, Yura und Tatuca liegen etwa 12 km von der Asphaltstraße und 135 km von der Stadt Potosí entfernt. Geographisch gesehen liegt Jatun Ayllu Yura zwischen dem südlichen Breitengrad 19º 51' 16.1021 und 20º 29' 25.3091 und dem westlichen Längengrad 66º 17' 28.9456 und 65º 53' 05.7002.
Die mittlere Durchschnittstemperatur der Region liegt bei etwa 11 °C (siehe Klimadiagramm Potosí), die monatlichen Durchschnittstemperaturen schwanken zwischen 8 °C im Juni/Juli und gut 13 °C von November bis März. Der Jahresniederschlag beträgt nur etwa 350 mm, bei einer ausgeprägten Trockenzeit von April bis Oktober mit Monatsniederschlägen zwischen 0 und 15 mm, und einer kurzen Feuchtezeit von Dezember bis Februar mit Monatsniederschlägen von gut 70 mm.

## Bevölkerung
Die Bevölkerungszahl des Municipios ist zwischen 2012 und 2024 leicht angestiegen:
| Jahr | Einwohner | Quelle       |
| ---- | --------- | ------------ |
| 2012 | 5588      | Volkszählung |
| 2024 | 5813      | Volkszählung |

## Ortschaften im Municipio Jatun Ayllu Yura
- Kanton Yura
  - Yura 968 Einw. – Caracota 277 Einw. – Challa Pampa 275 Einw. – Pelca 268 Einw. – Punutuma 249 Einw. – Tatuca 241 Einw. – Pajcha 229 Einw. – Pecataya 158 Einw. – Visigsa 126 Einw.